# Lone Oak (Tennessee)
Lone Oak – jednostka osadnicza w Stanach Zjednoczonych, w stanie Tennessee, w hrabstwie Sequatchie.